# De Westermolen (Langerak)
De Westermolen is een wipmolen in Langerak in de Nederlandse gemeente Molenlanden. De molen staat aan de Nieuwpoortseweg 1, langs de Vliet. De molen dateert uit 1652 en heeft tot 1974 de Polder Langerak bemalen, aanvankelijk samen met de Oostermolen en de Broekmolen, die op een steenworp afstand van elkaar stonden. De Broekmolen is op 11 mei 1940 door een Duits gevechtsvliegtuig in brand geschoten en verloren gegaan; de Oostermolen is in 1939 vervangen door het dieselgemaal Langerak, dat het oorspronkelijke scheprad uit de Oostermolen aandrijft. Dit gemaal is nu een monument. Tussen de Westermolen en het dieselgemaal in bevindt zich een elektrisch gemaal, dat de bemaling van de polder verzorgt. Bij grote wateroverlast kunnen de molen en het dieselgemaal worden ingeschakeld.
De Westermolen was tot in de jaren 60 van de 20e eeuw bewoond. In de molen bevindt zich nog een interieur met onder andere twee bedsteden. Naast de molen bevindt zich een door vrijwilligers van de SIMAV nagebouwde weidemolen De Meent gelijkend op de vroeger aanwezige weidemolen.
Het uit 1868 stammende scheprad heeft een doorsnede van 5,50 m, is 52 cm breed en is gemaakt door Penn & Bauduin te Dordrecht. De opvoerhoogte is 1 meter.
Het gevlucht is 24,94 m lang en is Oudhollands opgehekt. De gelaste roeden zijn in 1995 gemaakt door de firma Derckx. De buitenroede heeft het nummer 800 en de binnenroede 801.
De 5,50 meter lange, gietijzeren bovenas is in 1972 gegoten door De Prins van Oranje te 's Hage.
De molen wordt gevangen (geremd) met een vlaamse vang. De vang heeft een evenaar en kneppel.
De molen is in 1983/4 gerestaureerd en bemaalt op vrijwillige basis de polder Langerak. De Westermolen is sinds 1977 eigendom van de SIMAV en is te bezoeken wanneer de molen draait. Vanwege het verzakken van de fundering van de molen is een nieuwe restauratie gepland.

## Overbrengingen
- Het bovenwiel heeft 61 kammen met een steek van 13,0 cm.
- De bovenschijfloop heeft 28 staven.
- De onderschijfloop heeft 19 staven.
- Het waterwiel heeft 83 kammen met een steek van 15,5 cm.
- De overbrengingsverhouding is van bovenas naar scheprad 1 : 0,50

## Foto's

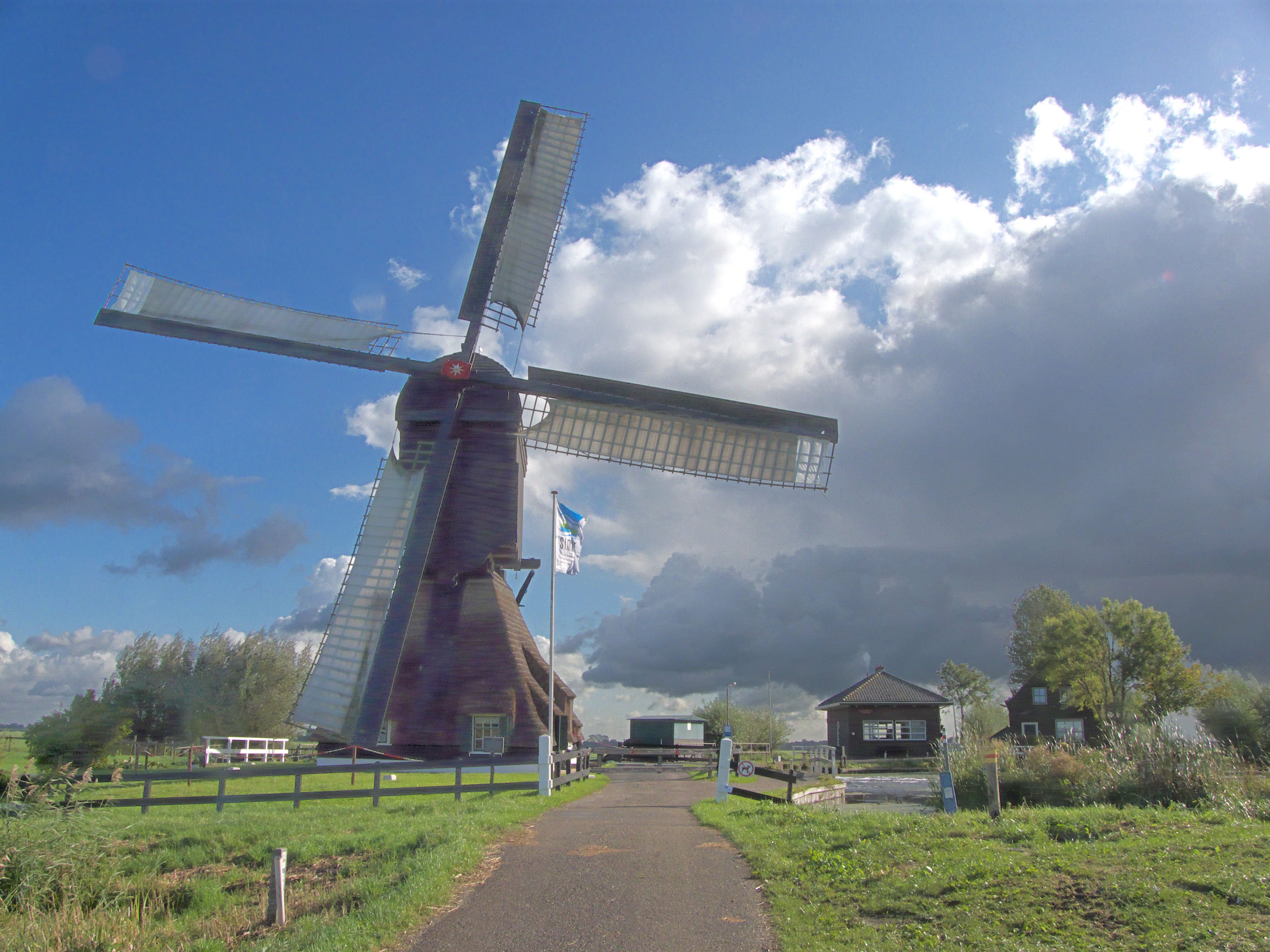
September 2012 met rechts het dieselgemaal
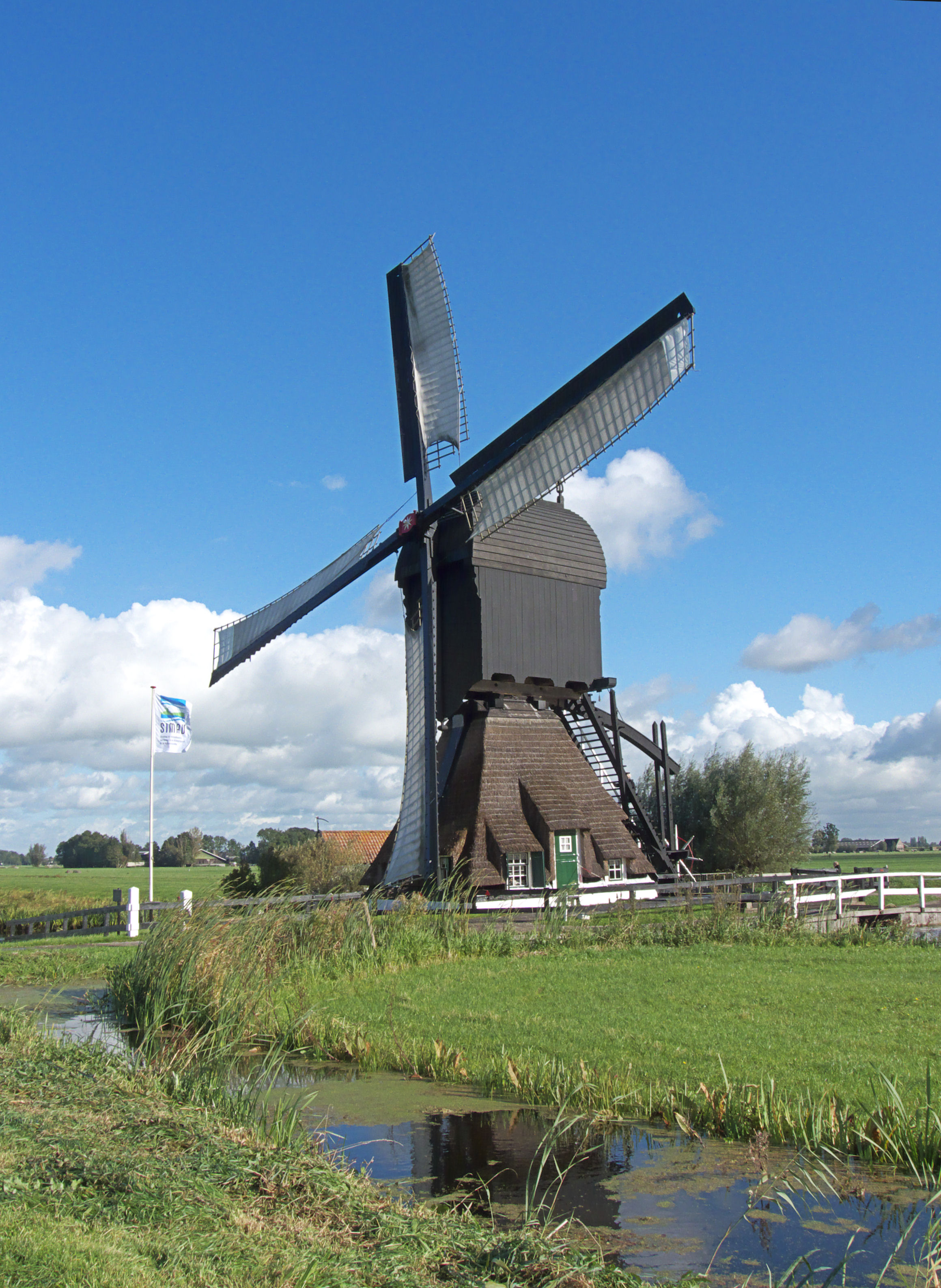
September 2012
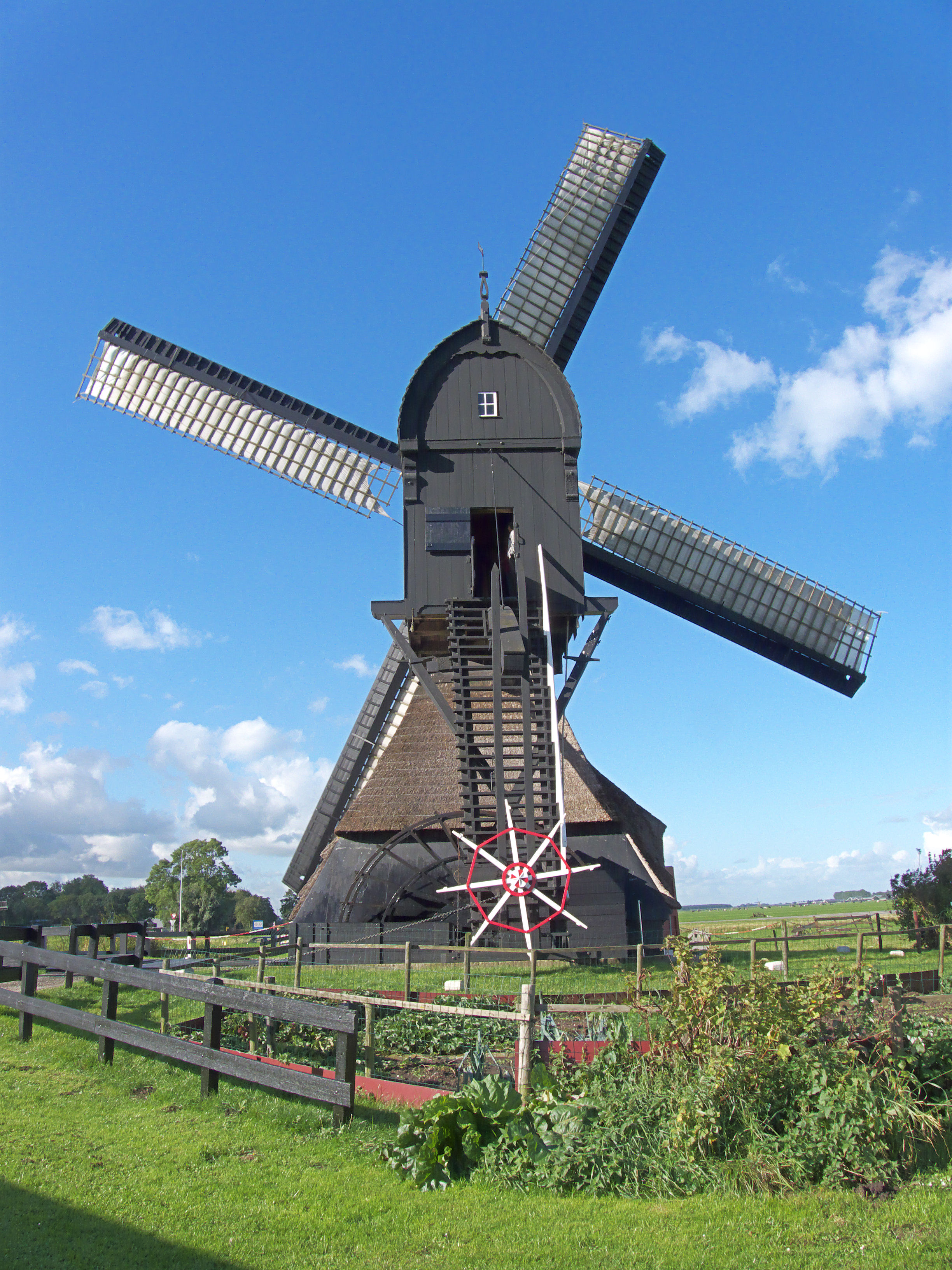
September 2012
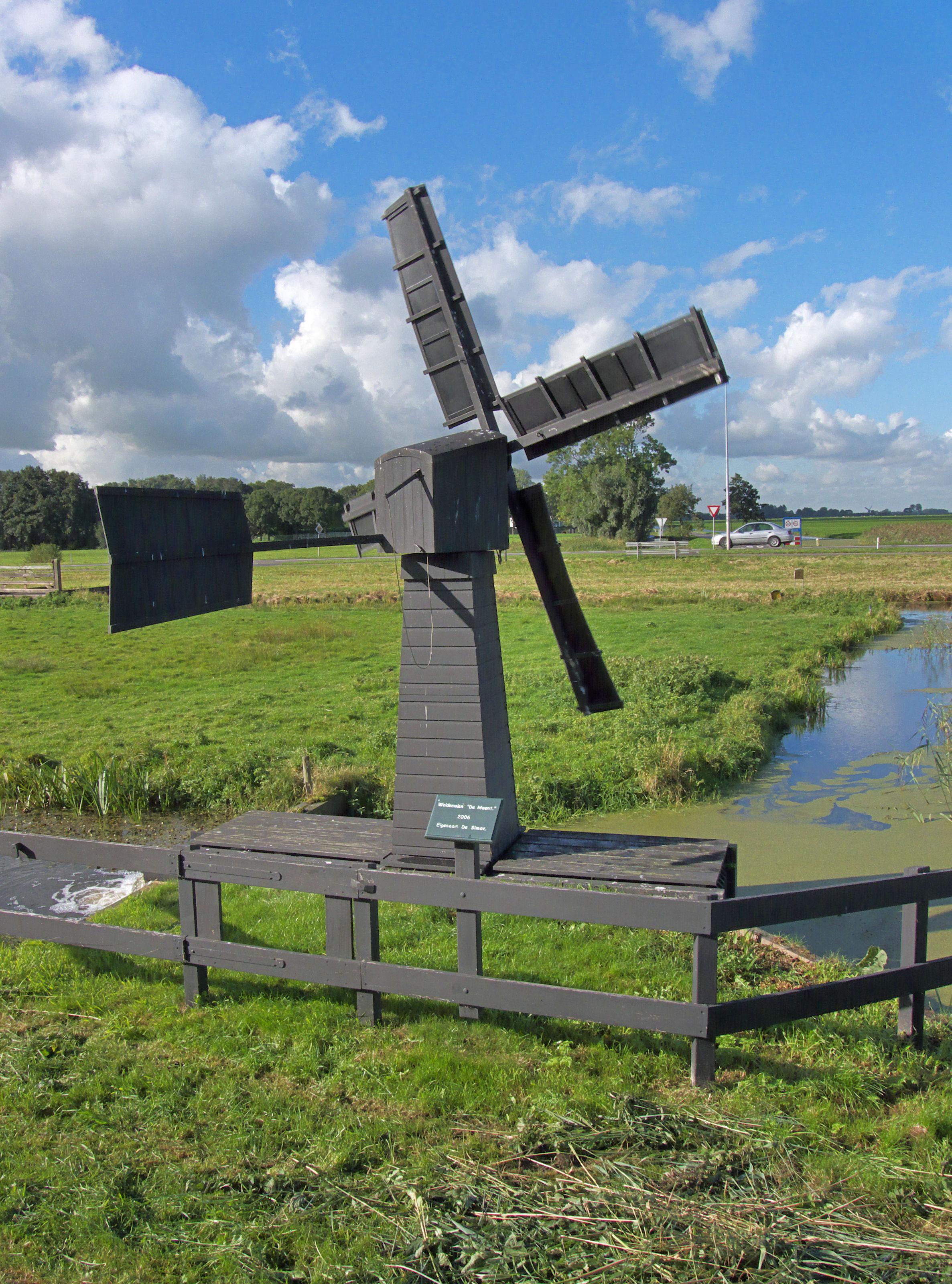
Weidemolen De Meent
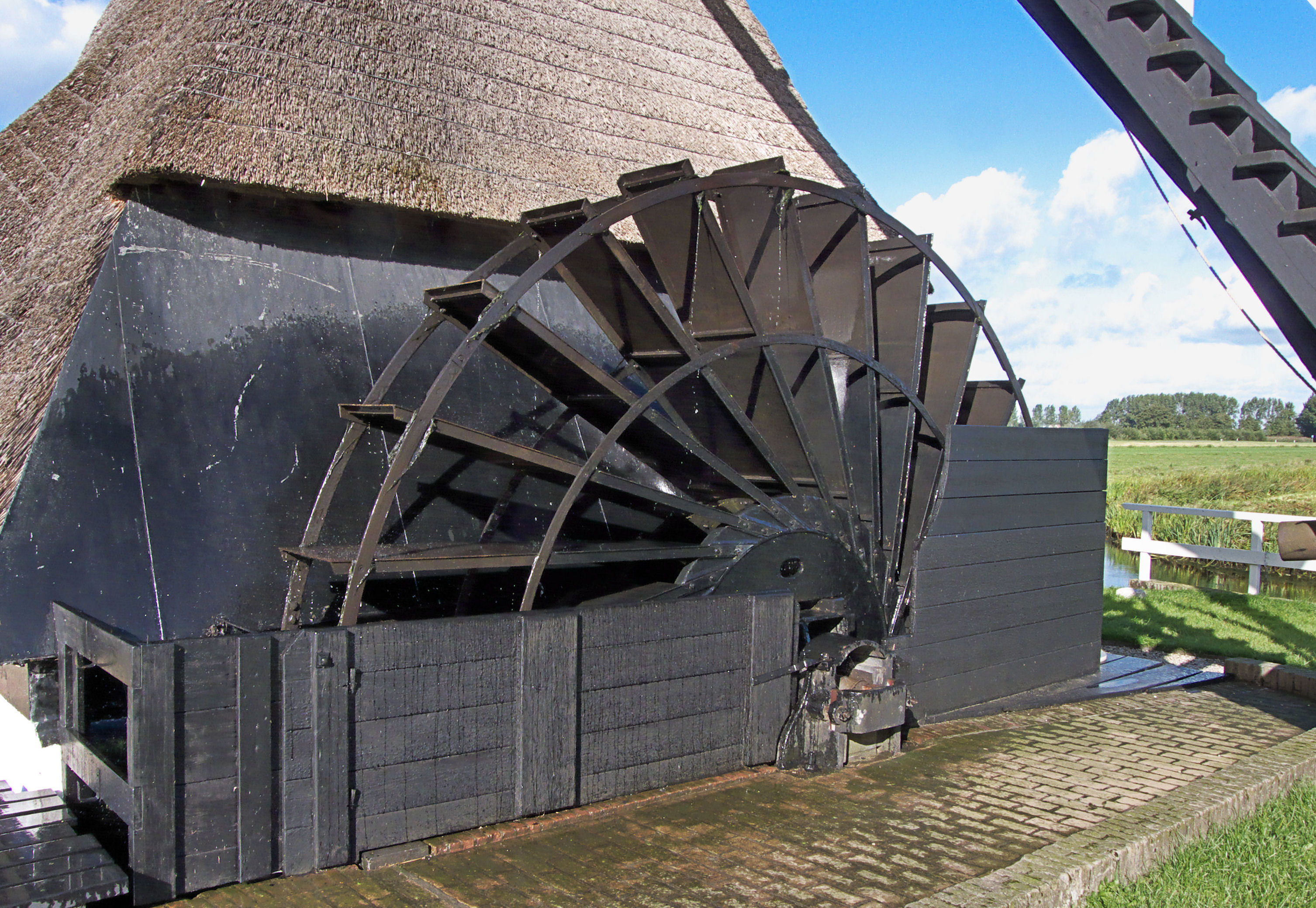
Scheprad
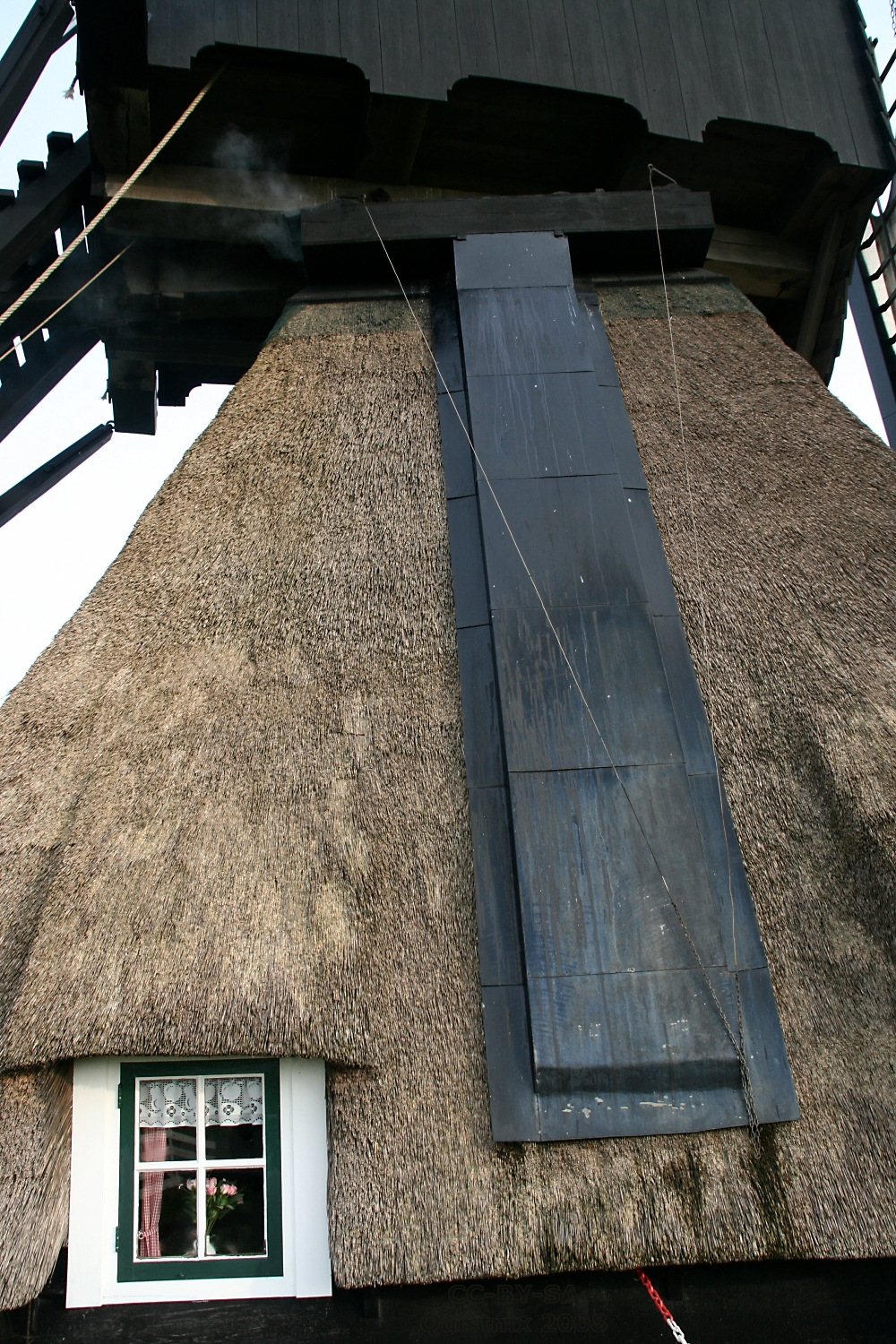
Het rookkanaal van de houtkachel
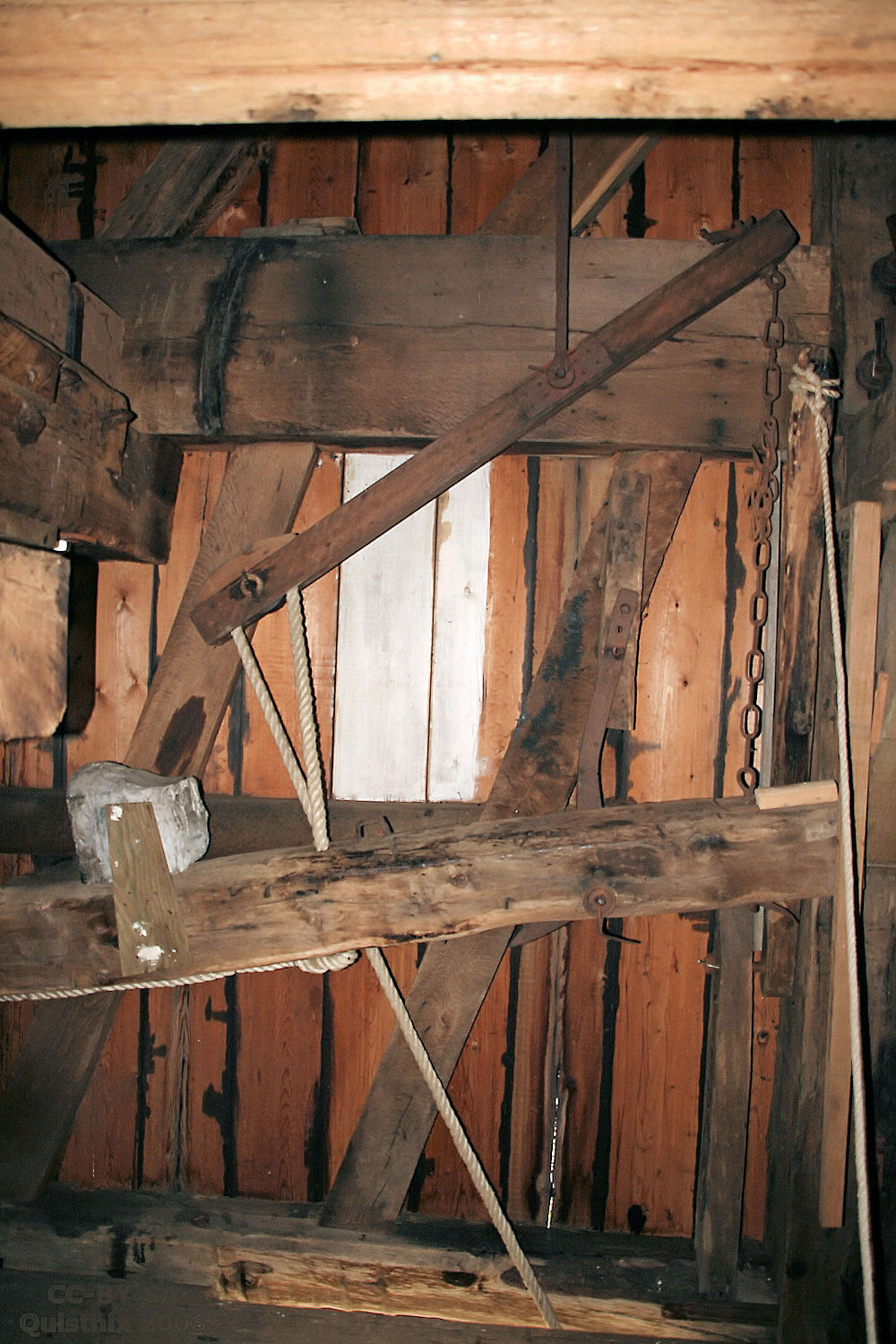
De Vangconstructie met evenaar en kneppel in het bovenhuis
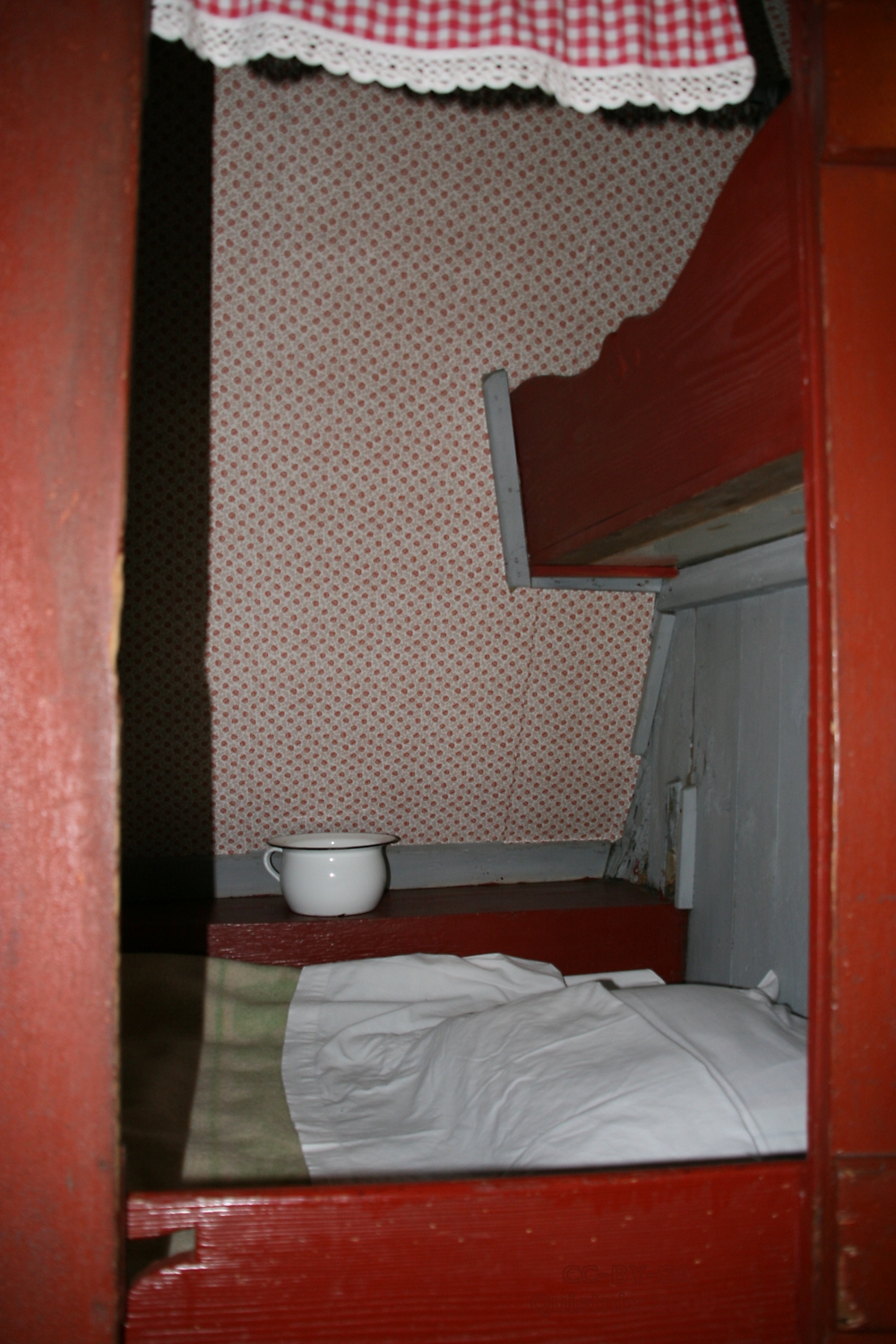
Een bedstede in de molen
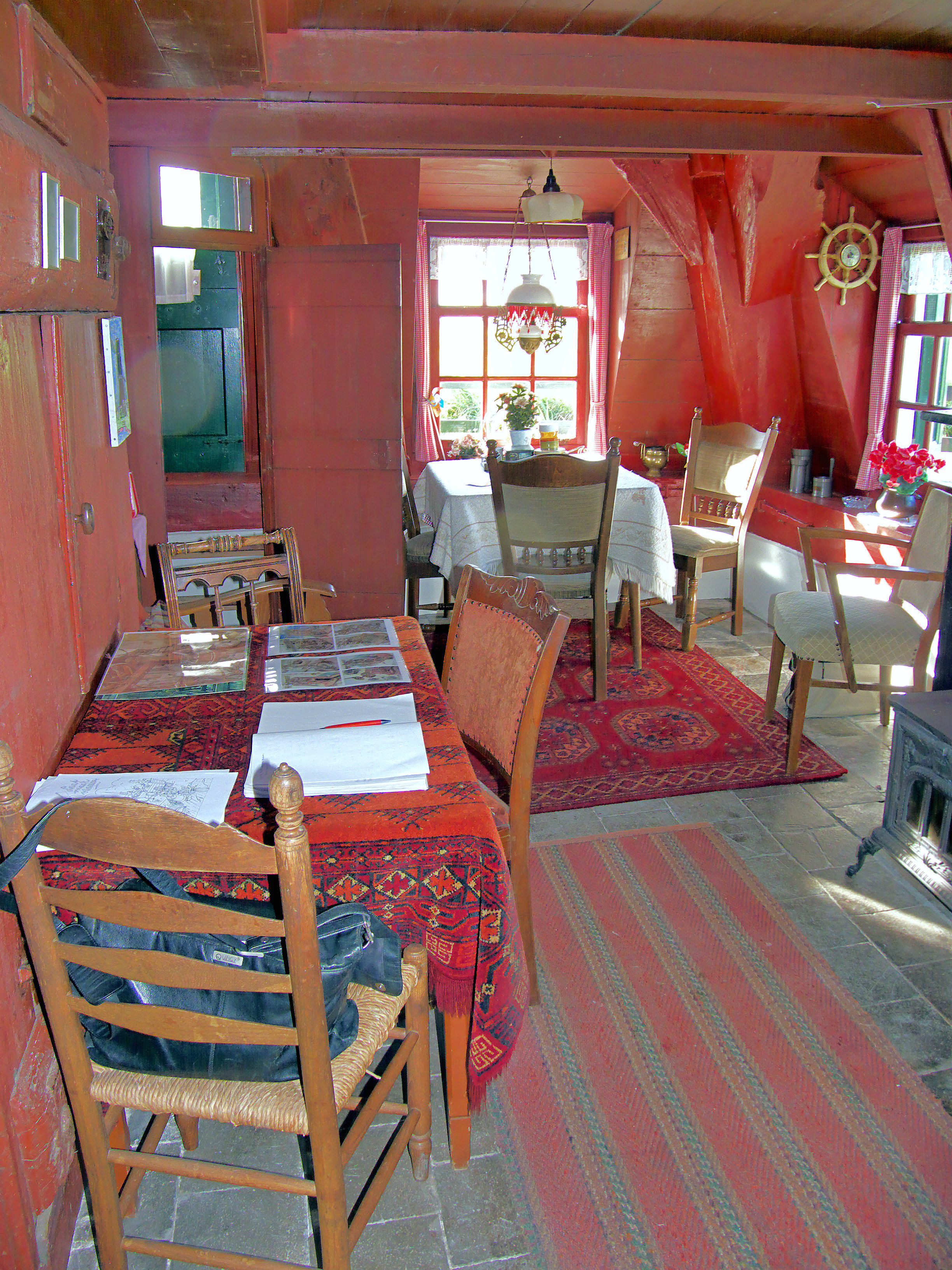
Kamer in ondertoren
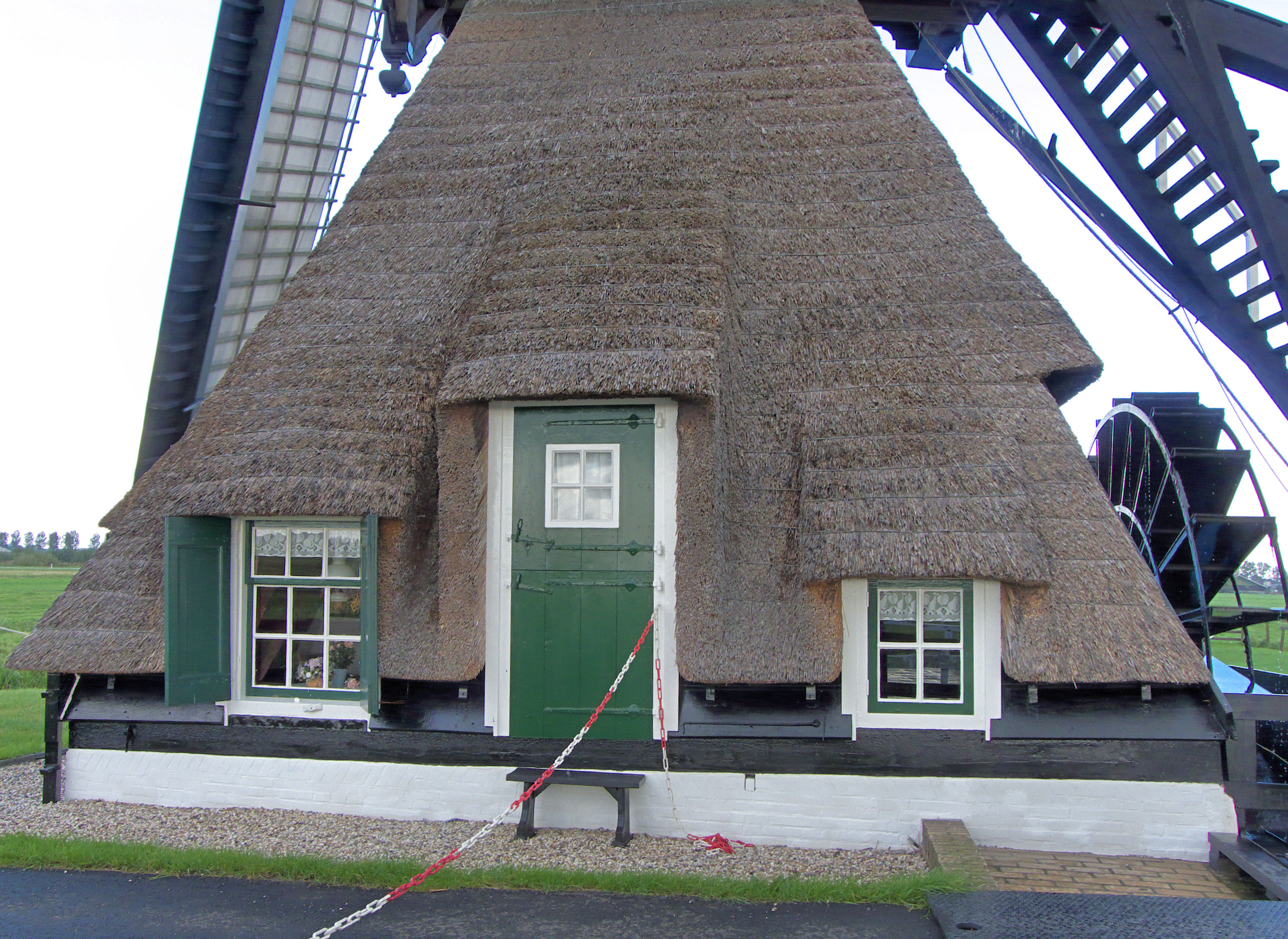
Ondertoren
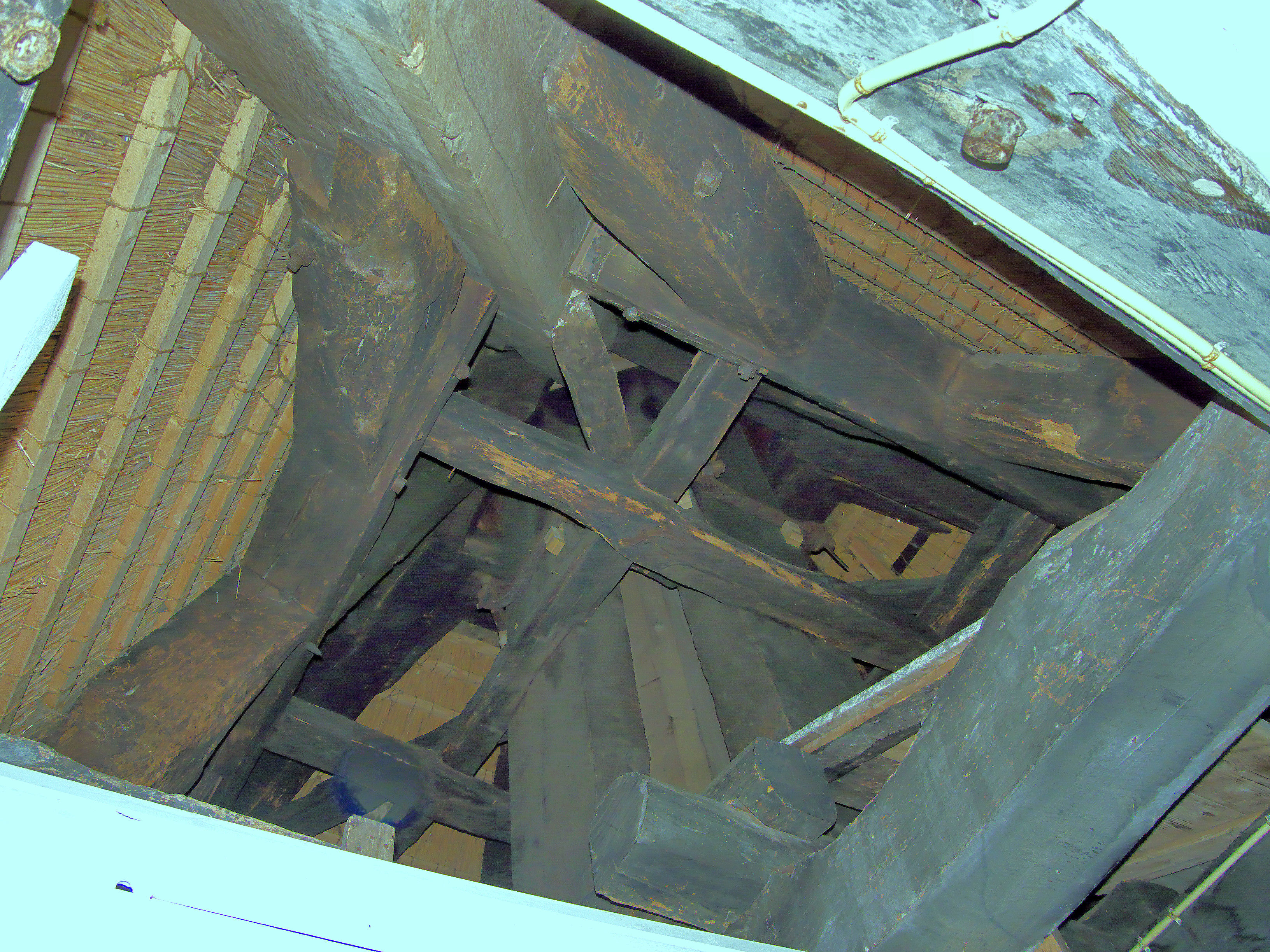
Koker met kokerbalken in ondertoren
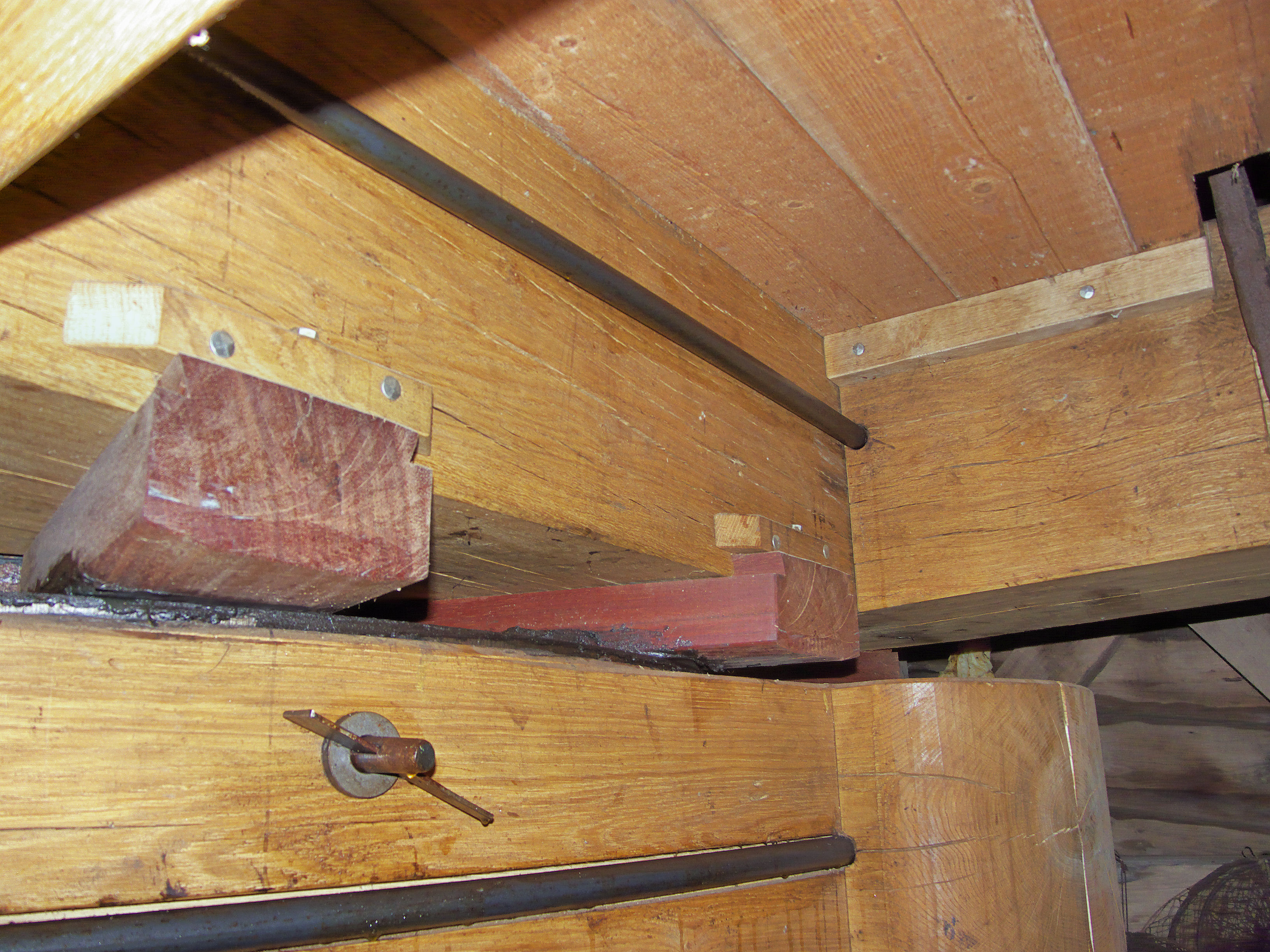
Bovenzetel met neuten
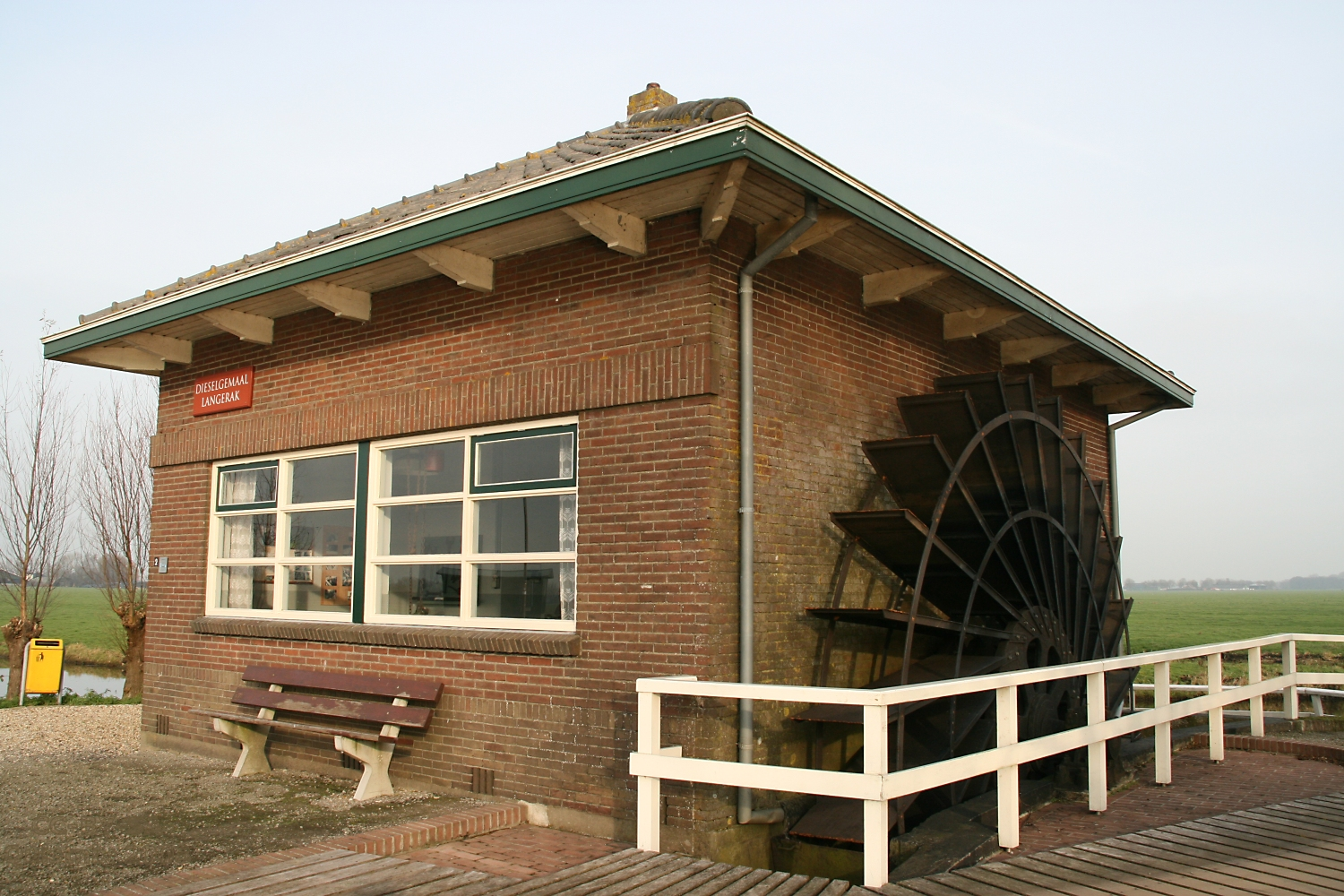
Gebouw met dieselgemaal
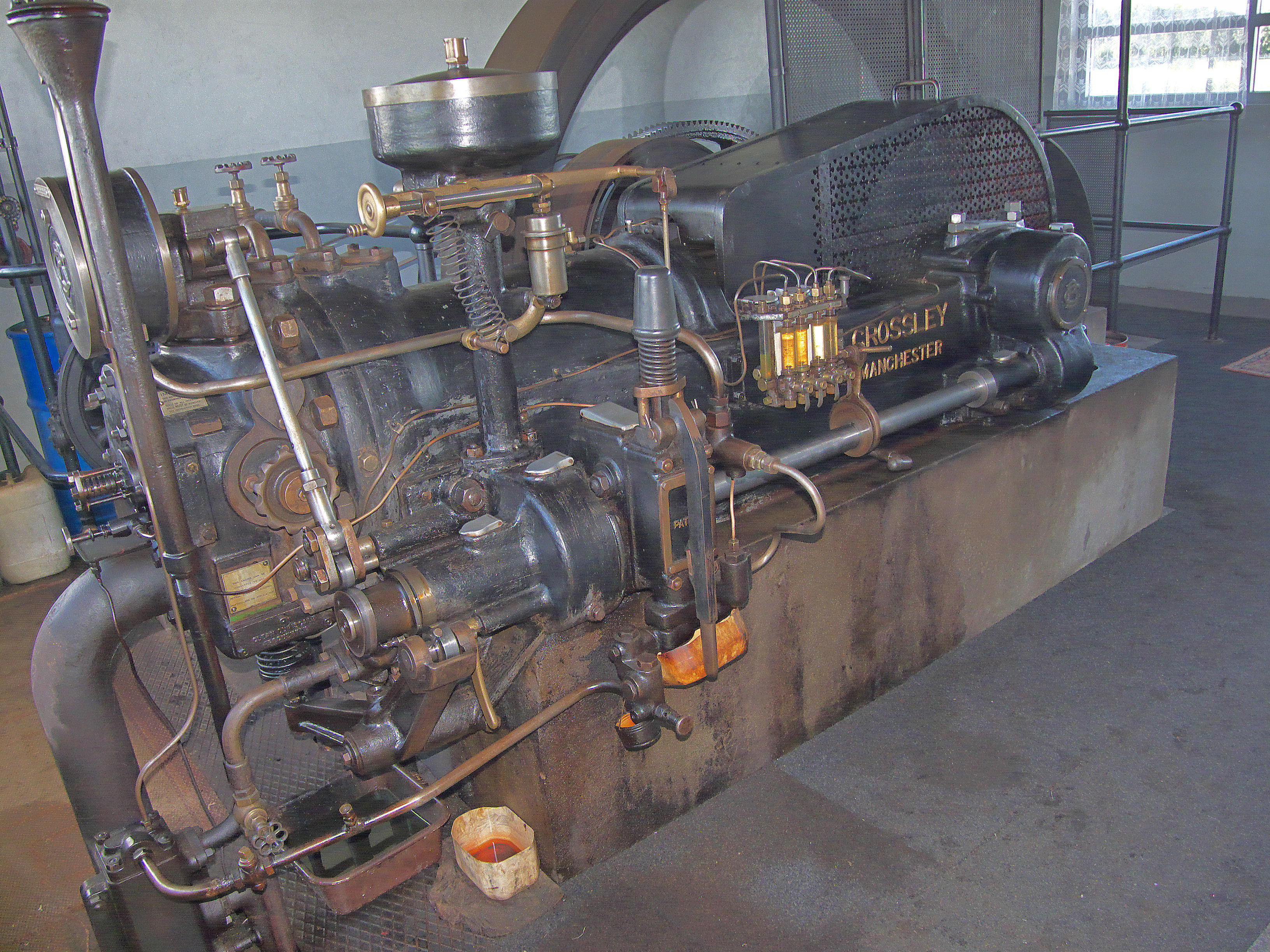
De Crossley dieselmotor